# Coupe de France de rugby à XV 1997-1998
Navigation
Coupe de France Yves-du-Manoir 1996-1997 Coupe de France Yves-du-Manoir 1998-1999
L'édition 1997-1998 de la Coupe de France est la 2e édition des 4 disputées de 1997 à 2000 de la Coupe de France Yves-du-Manoir et est remportée par le Stade toulousain,.

## Tableau final
Les 4 clubs qui disputent la coupe d'Europe sont directement qualifiés pour les huitièmes de finale.

### Quarts de finale
| 1998 | Stade toulousain | 55 - 26 | CA Brive |  |
| 1998 |                  |         |          |  |
| 1998 |                  |         |          |  |

| 1998 | SU Agen | 31 - 27 | AS Montferrand |  |
| 1998 |         |         |                |  |
| 1998 |         |         |                |  |

| 1998 | Stade français CASG | 29 - 22 | Castres olympique |  |
| 1998 |                     |         |                   |  |
| 1998 |                     |         |                   |  |

| 1998 | CA Bègles-Bordeaux | 36 - 12 | US Colomiers |  |
| 1998 |                    |         |              |  |
| 1998 |                    |         |              |  |

### Demi-finales
| 1998 | Stade toulousain | 21 - 20 | SU Agen |  |
| 1998 |                  |         |         |  |
| 1998 |                  |         |         |  |

| 1998 | Stade français CASG | 38 - 25 | CA Bègles-Bordeaux |  |
| 1998 |                     |         |                    |  |
| 1998 |                     |         |                    |  |

## Finale
| 6 juin 1998 | Stade toulousain | 22 - 15 (9 - 9) | Stade français CASG                    | Stade Charléty, Paris 12,000 spectateurs Arbitre : M. Pérez |
| 6 juin 1998 | Essai(s) : 1 essai de Bondouy Transformation(s) : 1 transformation de Deylaud Pénalité(s) : 5 pénalités de Deylaud (4) et Ougier |                 | Pénalité(s) : 5 pénalités de Domínguez | Stade Charléty, Paris 12,000 spectateurs Arbitre : M. Pérez |
| 6 juin 1998 | |                 |                                        | Stade Charléty, Paris 12,000 spectateurs Arbitre : M. Pérez |

| Stade toulousain Titulaires Ougier 15 Garbajosa 14 Paillat 13 Bondouy 12 Marfaing 11 Deylaud 10 Tilloles 9 Pelous 8 Labit 7 Lacroix 6 Belot 5 H. Miorin 4 Jordana 3 Soula 2 Califano 1 Remplaçants Delaigue Lapoutge Bisaro Bégué Tournaire Entraîneur Guy Novès Serge Laïrle |  |  |  | Stade français CASG Titulaires 15 Gomes 14 Lombard 13 Comba 12 Mytton 11 Abadie 10 Domínguez 9 Lousteau 8 Blond 7 Descamps 6 Moni 5 Roumat 4 Ross 3 de Villiers 2 L. Pedrosa 1 Marconnet Remplaçants Dominici M. Lièvremont X X Entraîneur Bernard Laporte X |